# Papier wartościowy (poligrafia)
Papier wartościowy – rodzaj papieru służący do druku dokumentów również określanych tą nazwą, a także znaczków pocztowych lub skarbowych. 
Produkowany w klasie I, II, III, zaklejany w masie, gramatura: 80–120 g/m², biała barwa, wytwarzany ze specjalnymi znakami wodnymi.